# Erich Fürchtegott Heeger
Erich Fürchtegott Heeger (* 24. Juli 1907 in Marienberg, Sachsen; † 25. Februar 1959 in Leipzig) war ein deutscher Pflanzenbauwissenschaftler. Als Direktor eines Instituts für Sonderkulturen an der Universität Leipzig erforschte er die wissenschaftlichen Grundlagen für den Anbau von Arznei- und Gewürzpflanzen in Deutschland.

## Leben und Wirken
Erich Fürchtegott Heeger, Sohn eines Rendanten, studierte nach dem Abitur ab 1926 Landwirtschaft an der Universität Leipzig und arbeitete seit 1932 als Assistent am dortigen Institut für Pflanzenbau und Pflanzenzüchtung, wo er den Aufbau eines Sortenregisters für Heil-, Gewürz- und Duftpflanzen vorbereitete. 1935 übernahm er die Leitung einer in Leipzig-Probstheida neu eingerichteten Sortenregisterstelle. Von 1934 bis 1936 war er Mitglied im Nationalsozialistischen Kraftfahrkorps, am 15. Juni 1937 beantragte er die Aufnahme in die NSDAP und wurde rückwirkend zum 1. Mai desselben Jahres aufgenommen (Mitgliedsnummer 4.301.632). 1943 wurde er als Soldat zur Wehrmacht eingezogen.
Nach Rückkehr aus der Gefangenschaft konnte er 1946 seine unterbrochene Tätigkeit in Probstheida fortsetzen. 1950 promovierte er an der Universität Leipzig mit einer Dissertation über die Pfefferminze. Im gleichen Jahr erhielt er einen Lehrauftrag für das Fachgebiet „Arznei-, Gewürz- und Industriepflanzen“ an der Landwirtschaftlichen Fakultät der Universität Leipzig, an der er sich 1952 mit einer Schrift über die acker- und pflanzenbaulichen Grundlagen zur Entwicklung eines wirtschaftlichen Arznei- und Gewürzpflanzenbaues in Deutschland habilitierte.
1952 wurde Heeger mit dem Aufbau eines „Instituts für Sonderkulturen“ an der Universität Leipzig beauftragt. Gemeinsam mit engagierten Mitarbeitern und Mitarbeiterinnen hat er als Direktor dieses Instituts vor allem die wissenschaftlichen Grundlagen für einen großflächigen Anbau der Arznei- und Gewürzpflanzen in Mitteldeutschland erarbeitet. Forschungsschwerpunkte in seinem Institut lagen auf den Gebieten der Qualitätsforschung, der Qualitätszüchtung, der Ernährungsphysiologie und der Anbautechnik.
1952 wurde Heeger zum Professor ernannt. Das Verzeichnis seiner wissenschaftlichen Veröffentlichungen umfasst über 120 Beiträge. Hervorzuheben ist seine gemeinsam mit Kurt Brückner erarbeitete Arten- und Sortenkunde über Heil- und Gewürzpflanzen (1950). Seine wichtigste Publikation ist das Handbuch des Arznei- und Gewürzpflanzenbaues (1956 – Reprintausgabe 1989). Das monumentale, reich bebilderte Buch mit einem Umfang von fast 800 Seiten gilt als das deutschsprachige Jahrhundertwerk auf diesem Fachgebiet. Durch sein Wirken als Lehrer, Forscher, Organisator und Buchautor hat Heeger die Entwicklung des Arzneipflanzen- und Gewürzpflanzenbaues nicht nur in Deutschland, sondern auch in anderen Ländern nachhaltig beeinflusst.

## Hauptwerke
- Papaver somniferum L.. Der Mohn. Anbau, Chemie, Verwendung. Die Pharmazie 1947. Ergänzungsband 1, Beiheft 4, S. 235–340. – 2. unveränderte Auflage ebd. 1948.
- Die Pfefferminze. Eine monographische Darstellung unter Berücksichtigung neuer Erkenntnisse auf dem Gebiet des Anbaues, der Drogengewinnung und der Sortenfrage. Diss. phil. Univ. Leipzig 1950. Maschinenschrift.
- Heil- und Gewürzpflanzen. Arten- und Sortenkunde (gemeinsam mit Kurt Brückner). Deutscher Bauernverlag Berlin 1950 = Arbeiten des Sortenamtes für Nutzpflanzen Bd. 1. – Zweite verb. Aufl. ebd. 1952.
- Die acker- und pflanzenbaulichen Grundlagen der Entwicklung eines wirtschaftlichen Arznei- und Gewürzpflanzenbaues in Deutschland. Habil.-Schr. Landwirtsch.-gärtner. Fakultät Univ. Leipzig 1952. Maschinenschrift.
- Futterpflanzen und Gräser. Arten- und Sortenkunde (gemeinsam mit Kurt Brückner). Deutscher Bauernverlag Berlin 1953 = Arbeiten des Sortenamtes für Nutzpflanzen Bd. 3.
- Heil- und Gewürzpflanzenbau. In: Handbuch der Landwirtschaft, 2. Aufl., Bd. 2 Pflanzenbaulehre, herausgegeben von A. Scheibe, Verlag Paul Parey, Berlin und Hamburg 1953, S. 605–626.
- Handbuch des Arznei- und Gewürzpflanzenbaues. Drogengewinnung. Deutscher Bauernverlag, Berlin 1956; Reprint: Verlag Harri Deutsch, Frankfurt am Main 1989.
- Betrachtungen zur chinesischen Drogenwirtschaft auf Grund einer Studienreise durch einige Provinzen der Volksrepublik China. In: Die Pharmazie Jg. 14, 1959, S. 29–46.